# 디스 아메리카노
《디스 아메리카노》는 2021년에 개봉한 대한민국의 영화이다.

## 캐스팅
- 변세희 : 수진 역
- 한재하 : 연우 역
- 박아름 : 은정 역
- 김희상 : 지환 역
- 조석인 : 성찬 역
- 박건홍 : 파인애플 아저씨 1 역
- 이정훈 : 파인애플 아저씨 2 역
- 국다혜 : 청룡 엠씨 역
- 이예은 : 오프닝 나레이션 역
- 권유주 : 카페알바 / 수진동기 (목소리) 역
- 최광원 : 오디션남 1 역
- 이건진 : 오디션남 2 역
- 이대로 : 오디션남 3 역
- 이범희 : 치킨집사장 역
- 최보원 : 슈퍼사장 역